# Birnin Guéza
Birnin Guéza (auch: Birni Guéza, Birnin Géza, Birnin Guiéza) ist ein Dorf in der Landgemeinde Gazaoua in Niger.

## Geographie
Das von einem traditionellen Ortsvorsteher (chef traditionnel) geleitete Dorf befindet sich rund 15 Kilometer südöstlich des Hauptorts Gazaoua der gleichnamigen Landgemeinde und des gleichnamigen Departements Gazaoua, das zur Region Maradi gehört. Zu den Siedlungen in der näheren Umgebung von Birnin Guéza zählen Gollom im Süden, Assaya im Südwesten und Kakou Datawa im Westen.
Birnin Guéza ist Teil der Übergangszone zwischen Sahel und Sudan. Die durchschnittliche jährliche Niederschlagsmenge beträgt hier zwischen 400 und 500 mm. Die Landschaft bei Birnin Guéza ist durch Böschungen aus gelblichen Böden geprägt. Beim Dorf gibt es bedeutende natürliche Bestände von Palmengewächsen, darunter Doumpalmen, sowie Bestände von Tamarindenbäumen.

## Bevölkerung
Bei der Volkszählung 2012 hatte Birnin Guéza 1635 Einwohner, die in 217 Haushalten lebten. Bei der Volkszählung 2001 betrug die Einwohnerzahl 1248 in 173 Haushalten und bei der Volkszählung 1988 belief sich die Einwohnerzahl auf 1120 in 141 Haushalten.
Die Bevölkerungsdichte in diesem Gebiet ist für nigrische Verhältnisse hoch.

## Wirtschaft und Infrastruktur
In Birnin Guéza wird ein kleiner Wochenmarkt abgehalten. Das Gebiet der Ebenen im südlichen Teil der Region Maradi, in dem die Siedlung liegt, ist von einer anhaltenden Degradation der ackerbaulichen Flächen gekennzeichnet, die mit der hohen Bevölkerungsdichte in Zusammenhang steht. Im Dorf ist ein Gesundheitszentrum des Typs Centre de Santé Intégré (CSI) vorhanden. Es gibt eine Schule. Birnin Guéza ist mit dem Nachbardorf Assaya durch die 6,07 Kilometer lange Route 447, eine Landstraße, verbunden.